# Norma Marcos
Norma Marcos (Palestina, ...) è una regista palestinese naturalizzata francese.

## Biografia
Nel 1994 debutta alla regia di documentari e nel 2007 ottiene importanti riconoscimenti per En Attendant Ben Gourion. È anche autrice di sceneggiature: la sua opera Nouzha le ha valso il Grand Prix du Meilleur Scénariste, uno dei massimi riconoscimenti francesi per la scrittura cinematografica. Nel 2010 presenta Fragments d'une Palestine perdue, presentato alla 21ª edizione del Festival del cinema africano, d'Asia e America Latina di Milano.

## Filmografia
- L'espoir Voile, 1994, documentario
- Trois Danseuses, 2005, documentario
- En Attendant Ben Gourion, 2006, documentario
- Fragments d'une Palestine perdue, 2010, documentario